# كهف كوسكير
كهف كوسكير يقع في كالانك دي مورجيو في مارسيليا، فرنسا، بالقرب من كاب مورغو. يقع مدخل الكهف على عمق 37 مترًا (121 قدمًا) تحت الماء، بسبب ارتفاع مستوى سطح البحر في العصر الهولوسيني. يحتوي الكهف على العديد من النقوش الفنية الصخرية التي تعود إلى عصور ما قبل التاريخ. تم اكتشافه في عام 1985 من قبل الغواص هنري كوزكر وسميت باسمه، ولكن لم يتم الإعلان عن وجوده حتى عام 1991، عندما فقد ثلاثة غواصين في الكهف وماتوا.

## وصلات خارجية
- Cosquer’s Cave Grotto Cosquer
- Prehistory and coastal karst area: Cosquer Cave and the “Calanques” of Marseille
- Official French Ministry of Culture pages on The Cosquer Cave
- The Cosquer Cave Prehistoric Images and Medicines Under the Sea by Jean Clottes, Jean Courtin and Luc Vanrell